# Bítov (district de Nový Jičín)
Pour les articles homonymes, voir Bítov.
Bítov est une commune du district de Nový Jičín, dans la région de Moravie-Silésie, en République tchèque. Sa population s'élevait à 448 habitants en 2021.

## Géographie
Bítov se trouve à 6 km à l'ouest-nord-ouest de Klimkovice, à 16 km à l'ouest du centre d'Ostrava, à 24 km au nord de Nový Jičín et à 261 km à l'est-sud-est de Prague.
La commune est limitée par Těškovice au nord-ouest, par Zbyslavice au nord-est et à l'est, par Olbramice au sud-est, par Bílovec au sud, et par Tísek à l'ouest.

## Histoire
La première mention écrite de la localité date de 1377.

## Transports
Par la route, Bítov se trouve à 7 km de Bílovec, à 26 km d'Ostrava, à 30 km de Nový Jičín et à 339 km de Prague.